# Крістяска
Крістяска (рум. Cristeasca) — село у повіті Димбовіца в Румунії. Входить до складу комуни Корнешть.
Село розташоване на відстані 42 км на північ від Бухареста, 38 км на схід від Тирговіште, 98 км на південь від Брашова.

## Населення
За даними перепису населення 2002 року у селі проживали 260 осіб, усі — румуни. Усі жителі села рідною мовою назвали румунську.